# Festival de la nieve de Sapporo

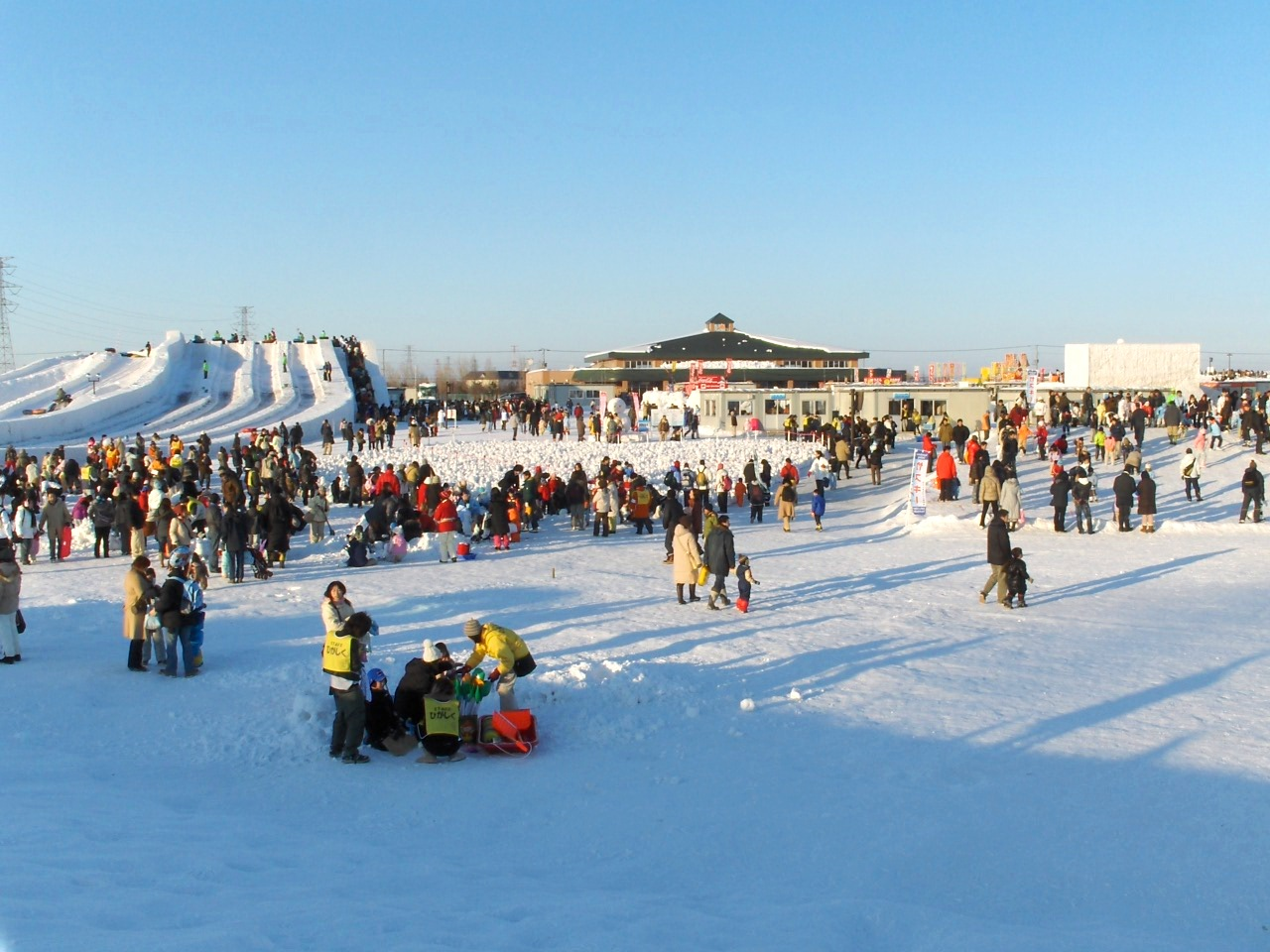
Festival de la nieve en Sapporo Satoland (2008).

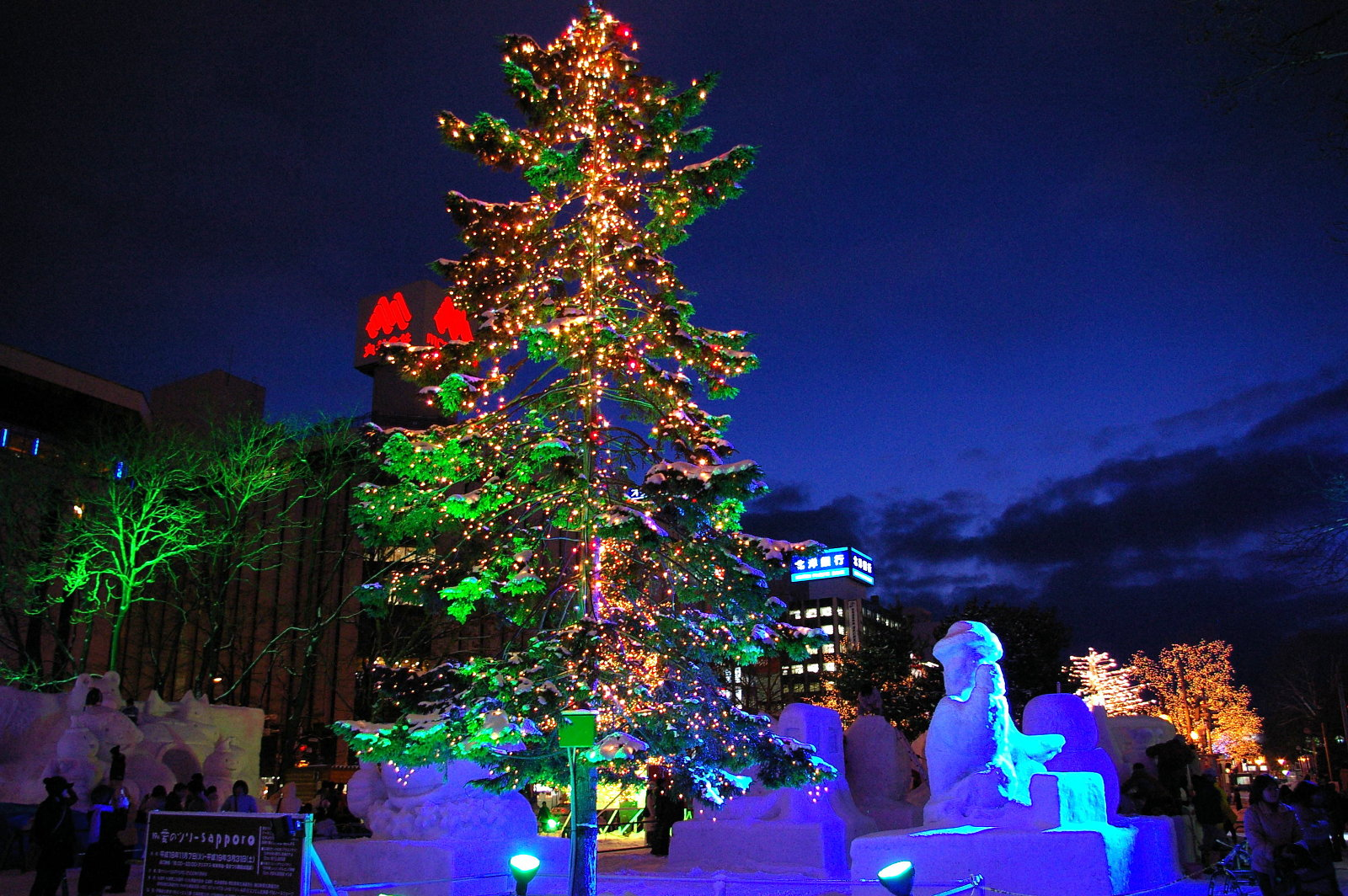

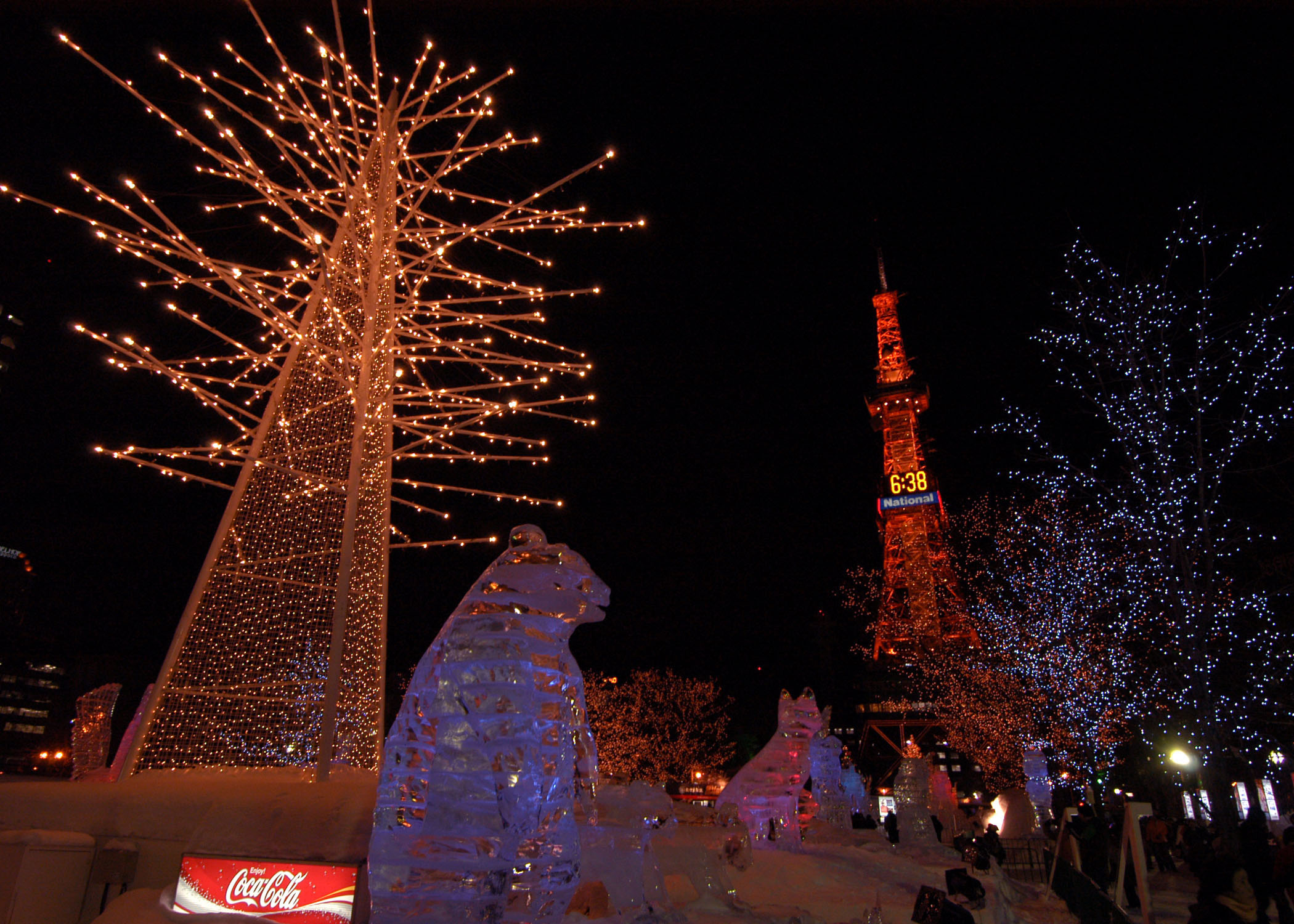

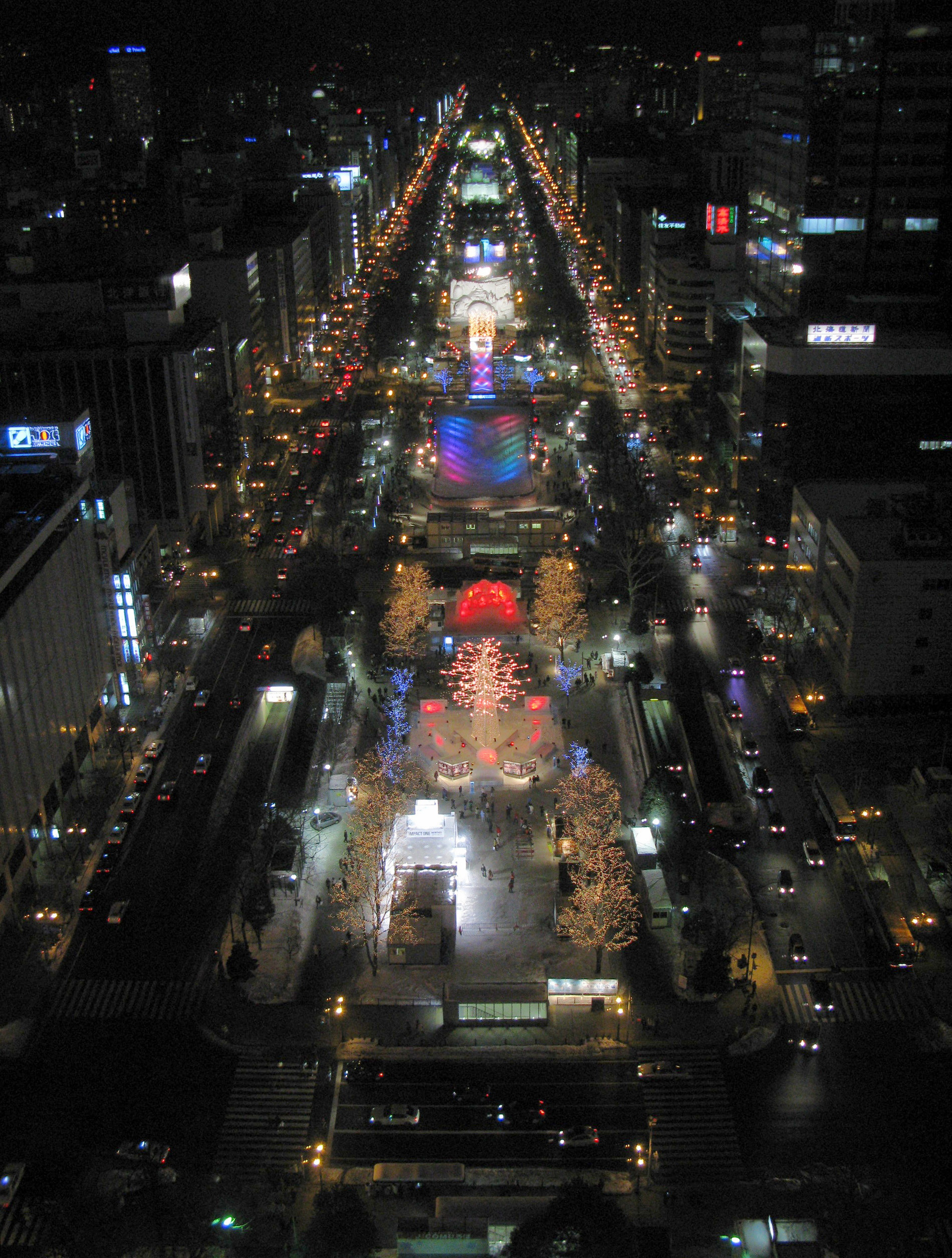

El Festival de la nieve de Sapporo (さっぽろ雪まつり Sapporo Yuki-matsuri?) es un festival popular realizado anualmente en Sapporo, Japón durante una semana en el mes de febrero. El festival se realiza en el Parque Ōdōri, en Susukino y en Sapporo Satoland. El Festival de la Nieve de Sapporo se celebró en 2021 como un evento en línea para ayudar a prevenir la propagación infecciosa de la pandemia del coronavirus. La edición de 2022 se celebró entre el 5 y el 12 de febrero de 2022.
Es considerado uno de los eventos más importantes en Japón durante el invierno. En 2007 (58.º Festival), cerca de dos millones de personas visitaron Sapporo para observar cientos de estatuas de nieve y esculturas de hielo en el Parque Ōdōri y en Susukino, en el centro de Sapporo, y en Satoland, ubicado en las afueras. Desde 1949 se ha estado realizando el Concurso Internacional de Esculturas de Hielo en el Parque Ōdōri, y catorce equipos de varias regiones del mundo participaron en 2008.
Cada año se confeccionan alrededor de 400 estatuas. En 2007, se hicieron 307 estatuas en el Parque Ōdōri, 32 en Satoland y 100 en Susukino. El mejor lugar para ver dichas esculturas es en la Torre de Televisión en el Parque Ōdōri.

## Historia
El Festival de la Nieve comenzó el 1950, cuando seis estudiantes de instituto de la zona construyeron seis estatuas de nieve en el Parque Odori. En 1955, las Fuerzas de Defensa Japonesas de las cercanías de la base de Makomanai se unieron y construyeron, por primera vez, una cantidad masiva de esculturas de nieve, por las cuales este festival se ha hecho famoso. Varios festivales dedicados a la nieve han existido con anterioridad al actual "Yuki Matsuri", pero todos ellos fueron suspendidos durante la Segunda Guerra Mundial.
A causa de la crisis energética de 1974, las estatuas de nieve se construyeron utilizando baterías (instrumento). Esto fue debido a la falta de gasolina que produjo la crisis y la no disponibilidad, por tanto, de los numerosos camiones que eran utilizados para transportar la nieve al lugar deseado. En el mismo año, comenzó la Competición Internacional de Esculturas de Nieve y desde ese año, montones de esculturas son construidas por equipos de otros países, especialmente entre ciudades hermanadas como son Sapporo y Munich.
En años en que el volumen de nieve acumulada es bajo, las Fuerzas de Defensa, para las que la participación es considerada como un ejercicio de entrenamiento, llevan nieve a Sapporo desde zonas cercanas. La base Makomanai, uno de los tres lugares más importantes desde 1965, alojaba las esculturas de mayor tamaño, haciendo especial énfasis en proporcionar espacio para los niños. El uso de Makomanai fue suspendido en 2005, y se cambió a Sapporo Satoland, un lugar situado en Higashi-Ku, en 2006. En el año 2009, el espacio del Satoland fue transferido al Tsudome (Estadio Comunitario de Sapooro). El Tsudome (つどーむ), que se encuentra cerca del Sapporo Satoland, se utiliza para múltiples eventos deportivos.
Aunque el Parque Nakajima fue establecido como uno de los lugares para alojar el Festival en 1990, fue eliminado como posible alojamiento en 1992. El tercer lugar comtemplado, conocido como el Festival de Hielo de Susuki (すすきの氷の祭典, Susuki no Kōri no Saiten), está situado en el distrito de Susuki, que cuenta con gran actividad nocturna e incluye predominantemente, tallas de hielo. El lugar fue aprobado como uno de los aptos para alojar el festival en 1983. Todos los años, se lleva a cabo en este lugar el concurso de belleza femenina "Susuki Queen of Ice" (La Reina de Hielo de Susuki).